# Craugastor podiciferus
Craugastor podiciferus là một loài ếch trong họ Leptodactylidae.
Nó được tìm thấy ở Costa Rica và Panama.
Môi trường sống tự nhiên của chúng là các khu rừng vùng núi ẩm nhiệt đới hoặc cận nhiệt đới. Loài này đang bị đe dọa do mất môi trường sống.